# زندگی رازآلود لی‌لی پونز
زندگی رازآلود لی‌لی پونز یک مستند زندگی نامه دربارهٔ لی‌لی پونز، ستاره یوتیوب است، که توسط Shots Studios، به کارگردانی آلیشیا زوبیکوفسکی برنده جایزه امی تولید شده. اولین قسمت در کانال یوتیوب پونز در ۱۹ مه ۲۰۲۰ منتشر شد.